# Jerzy Landsberg

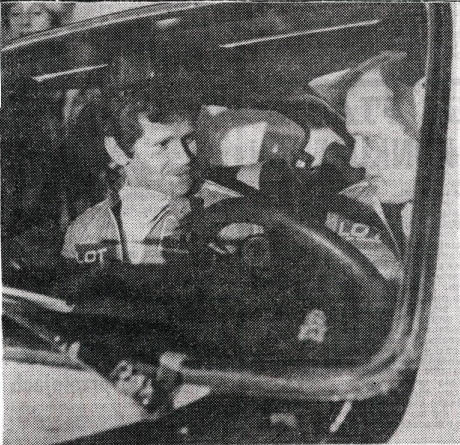
1977 Rallye Automobile Monte Carlo - Jerzy Landsberg (z prawej) i Marek Muszyński podczas rajdu zajęli 13. miejsce

Jerzy Landsberg (ur. 29 lipca 1940 w Grudziadzu, zm. 27 kwietnia 1979 w Krakowie) – polski kierowca, rajdowy mistrz Polski w sezonie 1978.

## Kariera
Karierę sportową rozpoczął od kolarstwa, w 1961 roku został powołany do kadry sekcji kolarskiej CWKS Legia Warszawa. W 1970 roku zajął się rajdami samochodowymi. Zaczął na fotelu pilota samochodów prowadzonych m.in. Krzysztofa Komornickiego i Błażeja Krupy. Jako kierowca pierwszy sukces osiągnął w sezonie 1975, gdy pilotowany przez Marka Muszyńskiego zdobył za kierownicą Renault 5 TS tytuł wicemistrza Polski w klasyfikacji generalnej i mistrzostwo kraju w klasie 7.
Sezon 1977 to dwa wykluczenia. Najpierw w rozgrywanym w rejonie Rzeszowa Rajdzie Stomil nie zatrzymał się na wezwanie MO, natomiast podczas Rajdu Wisły samowolnie wyjechał z Parku Zamkniętego. W kończącym sezon Rajdzie Warszawskim po raz pierwszy pojawił się za kierownicą Opla Kadetta GTE. Zajął czwarte miejsce, zwyciężył Guy Frequelin.
Sezon 1978 zaczął z Janem Wojtyną na fotelu pilota. Wygrał dwa pierwsze rajdy (Rajd Stomil i rozgrywany w rejonie Krakowa Rajd Krokusów). Przed Rajdem Elmot okazało się, że Wojtyna nie będzie mógł wystartować i na fotel pilota miał wrócić Marek Muszyński. Jednak podczas treningu na odcinku Orłowiec-Złoty Stok rozbił samochód od strony pilota. Muszyński zginął, Landsberg doznał urazu kręgosłupa. Wrócił na Rajd Wisły, odbudował samochód, startował w gorsecie. Na fotelu pilota usiadł Janusz Szajng. Mimo poważnego urazu kierowcy załoga zajęła drugie miejsce, podczas Rajdu Warszawskiego (z międzynarodową obsadą) zajęli ósme miejsce i trzecie wśród krajowych kierowców. Landsberg został Mistrzem Polski.

## Śmierć
Sezon 1979 zaczął od zajęcia drugiego miejsca w Rajdzie Stomil. Podczas Rajdu Krokusów do nocnego etapu ruszał z trzyminutową przewagą nad drugim Błażejem Krupą, nad trzecim Maciejem Stawowiakiem miał ponad 7 minut przewagi. Około 01:00 w nocy z nieustalonych przyczyn na rozwidleniu dróg w Tabaszowej samochód wjechał prosto w skarpę. Samochód był całkowicie zniszczony, silnik wbił się w skarpę. Janusz Szajng zginął na miejscu. Pomocy próbowały udzielić kolejne załogi (Błażej Krupa z Piotrem Mystkowskim starali się zgasić samochód, który zaczął się palić; Maciej Stawowiak i Jacek Różański (na co dzień lekarz) udzielali pomocy ciężko rannemu Landsbergowi). Kierowca trafił do szpitala w Nowym Sączu z ciężkimi obrażeniami mózgowo-czaszkowymi oraz rozległymi obrażeniami wewnętrznymi. Jego stan był krytyczny, jednak został przetransportowany śmigłowcem do Kliniki Neurotraumatologii w Krakowie. Mimo starań lekarzy Landsberg zmarł 27 kwietnia 1979 roku.
Wokół wypadku Landsberga narosło wiele legend. Sprzyjało temu nie wyjaśnienie przyczyn tej tragedii. Jedna z teorii mówiła, że w samochodzie kierowcy pękła opona i nie był w stanie utrzymać samochodu w torze jazdy. Według innej na trasie pojawił się wóz konny z dziećmi i Landsberg, nie chcąc w niego uderzyć, wjechał w skarpę. Niektórzy rajdowcy twierdzili że Landsberga mogły zmylić światła wychodzące z jednego z domów (Landsberg miał opinię jeżdżącego „na pamięć” – w jednym z wywiadów Ryszard Żyszkowski stwierdził, że to mogło być przyczyną wypadku także rok wcześniej na Orłowcu). Nie wiadomo także, dlaczego nie zdecydowano się wyjaśnić tej tragedii. Został pochowany na cmentarzu parafialnym w Raszynie.